# Deponia
Deponia — пригодницька відеогра, квест, розроблена і видана німецькою студією Daedalic Entertainment. Випущена 27 січня 2012 року в Німеччині, а 7 серпня 2012 року у всьому світі. Консольні версії вийшли пізніше, 15 листопада 2016 року в Європі і 1 грудня в США була випущена на PlayStation 4, а 24 квітня 2019 року на Nintendo Switch і Xbox One.
Сюжет розповідає про Руфуса — винахідника-невдаху, який бажає покинути планету Депонія і потрапити в летюче місто Елізіум. Через появу дівчини з Елізіуму він отримує нагоду здійснити свою мрію, але також розкриває загрозу, що нависла над Депонією.

## Ігровий процес
У цій грі належить керувати головним героєм, Руфусом, який долає різні перешкоди та повинен правильно застосовувати предмети. Часом трапляються персонажі, з якими можна поговорити, щоб отримати підказки та подробиці. Окремою клавішею можна підсвітити всі інтерактивні елементи на екрані, але порядок їх використання все одно лишається на вибір гравців.
Унікальними елементами гри є спеціальні головоломки, які гравець може пропустити, якщо не може їх вирішити. Головоломки варіюються від поєднання знайдених предметів в інвентарі до застосування їх у правильному місці, вибору доречних варіантів у діалогах і налаштуванні механізмів.

## Сюжет
Дія відбувається на планеті Депонія, що колись була густо населена, але тепер більшість людей мешкає в летючому місті Елізіум. Елізійці забули свою історію та вважають, що на Депонії нікого немає. Депонійці ж населяють звалища, утворені сміттям з Елізіуму.
Хлопець Руфус, син винахідника, який проживає в містечку Кувак, конструює імпровізовану ракету в останній спробі подорожі до Елізіуму. Після того, як ракета на самому початку польоту розвалилася, Руфусу вдається приземлитися на крейсері, яким керує Органон — поліцейська організація, що охороняє Елізіум і регулярно скидає сміття на поверхню Депонії зі своїх кораблів. Перебуваючи на борту, Руфус стає свідком того, що органійці на чолі з Баліфом Аргусом переслідують жительку Елізіуму на ім'я Ґол, яка шокована тим, що на Депонії все ще мешкають люди. Аргус має намір скинути її за борт і завадити їй розповісти правду решті елізійців. Але Руфус намагається її врятувати, через що падає разом з нею.
Після приземлення в Куваку, Руфус дізнається, що Ґол знепритомніла й жителі борються за право доглядати за нею. Руфус бажає доглядати за нею сам, тому він шукає способи її отямити й робить це через спеціально приготовану каву, створену з химерних інгредієнтів, які він назбирав по місту. Коли вона отямлюється, виявляється, що Ґол не може говорити належним чином внаслідок пошкодження мозкового імплантата, який працює на картриджах, що зберігають пам'ять елізійців. Але Руфус дізнається, що її наречений, Клетус, нагородить його за її повернення. Саботуючи міське поштове відділення, щоб використати його радіо, Руфус зв'язується з Клетусом і переконує відвезти його до Елізіуму в обмін на повернення Ґол. Зустріч вони призначають біля Нижньої Піднімної станції на березі Іржавого моря. Згодом Аргус приїжджає в Кувак, щоб відшукати Ґол, змусивши Руфуса втекти з нею, перш ніж вони зможуть її викрасти.
Подорожуючи деякий час, Руфус дістається до сміттєвої шахти й шукає транспорт, на якому обоє зможуть дістатися до місця зустріч з Клетусомі. Поремонтувавши шахтарський мотоцикл за підтримки Дока, Руфус продовжує свою подорож і врешті-решт добирається до Нижньої Піднімної станції з метою. Залишивши відпочивати Ґол, Руфус шукає дорогу до платформи. Перепрограмувавши ліфт, він незабаром виявляє, що Органон прибув на станцію разом із Клетусом. Підслухавши їхню розмову, Руфус чує, як вони разом з лідером Органона, головним контролером Уліссом, планують знищити Депонію і що Ґол потрібна лише для того, щоб добути з її мозкового імплантату коди доступу до Елізіуму, щоб Клетус зміг туди повернутися. Її спогади планують поміняти на інші за допомогою запасного картриджа, щоб вона не пам'ятала як була на Депонії й про те, що планета населена.
Прагнучи не допустити цього, Руфус невдовзі виявляє що Ґол зникла. Він іде слідом, який веде до траулерного судна, що належить капітану Бозо, в якому Руфус знову отримує допомогу від Дока. Після полагодження її імплантатів, Ґол прокидається. Повернувшись до станції, пара стикається з Клетусом, який обманює Ґол, щоб вона не довіряла Руфусу, і змушує його перемкнути її картридж на запасний, який він взяв із собою. Піднявшись до Елізіуму, але відчуваючи почуття провини через те, що він робить, Руфус відвідує Ґол і повертається на планету, щоб отримати її картридж зі справжньою пам'яттю. Хоча Руфус добуває його, він стикається з Клетусом і Аргусом, які змушують його віддати картридж. Поки Клетус підіймається назад до Елізіуму з Ґол, Аргус готується розібратися з Руфусом, який занадто багато знає про їхні плани. Однак Руфус відкидає вимогу здати резервний картридж, який у нього є, і йому вдається врятуватися. Після цього Руфус вирішує поїхати з капітаном Бозо, але відмовляється розповідати про загрозу, навислу над Депонією.

## Оцінки й відгуки
| Агрегатор  | Оцінка                               |
| ---------- | ------------------------------------ |
| Metacritic | (NS) 64/100 (PC) 74/100 (PS4) 71/100 |

| Видання              | Оцінка |
| -------------------- | ------ |
| 4Players             | 87/100 |
| Adventure Gamers     | [ 7 ]  |
| Destructoid          | 7/10   |
| GameSpot             | 8/10   |
| GameStar             | 88/100 |
| PC Games (Німеччина) | 84 %   |
| RPGFan               | 80 %   |

Deponia отримала «змішані чи посередні» відгуки, згідно з агрегатором Metacritic.
Згідно з Destructoid, попри те, що Депонія огидне місце, його показано в привабливій естетиці. Дизайн і графіка «незмінно цікаві та привертають увагу», хоча анімації замало. Навіть при невдалих початку й фіналі, можна казати, що це «чарівна та творча пригода». Починаючи від діалогів і закінчуючи комічними головоломками, Deponia нагадує класику LucasArts, таку як Secret of Monkey Island.
У GameSpot писалося: «Це одна з найкращих традиційних ігор типу „вкажи та клацни“ — вона випромінює чарівність, робить головоломки розумними та може похвалитися історією, яка змушує вас сміятися та зігріває ваше серце». Разом з тим її фінал настає надто різко, а головоломки, хоча й мають практичний сенс, часто пов'язані з пошуком предметів, які зливаються з фоном.
В той же час у The Escapist головоломки було названо «жахливо тупими», що контрастує з якісними відеовставками. Зазначалося, що роль Органону ніде не пояснена, як і природа мозкового імплантату Ґол, який насправді є «лише дешевим способом вводити та виводити її з дії, коли це необхідно». Deponia не приносить нічого нового до жанру, проте це смішна пригода про егоїстично телепня.